# Čertovy mlýny
Čertovy mlýny jsou pískovcový pseudokrasový skalní útvar jihozápadně pod vrcholem hory Girová (840 m n. m.) v pohoří Jablunkovské mezihoří v geomorfologickém podcelku Západní část Západních Beskyd. Nachází se nedaleko horské chaty Girová v obci Bukovec v okrese Frýdek-Místek v Moravskoslezském kraji.

## Geologie
Čertovy mlýny jsou ojedinělým přírodním geologickým úkazem Slezských Beskyd. Vznikly destrukční působením kontinentálního severského ledovce, který zde působil asi dvakrát v době ledové. Po ústupu ledovce se vodou nabobtnalé jílovité půdy mezi pískovci staly kluzkými a docházelo k sesuvům půdy i pískovců. Tímto způsobem vznikaly systémy puklin, dutin a jeskyní typické pro pseudokrasové útvary. Je zde několik jeskyní zkoumaných speleology, které jsou většinou zasypané. Běžnému návštěvníkovi je dobře přístupná pouze jedna jeskyně s délkou 9 m.

## Legendy vztahující se k místu
Podle legend se zde skrývali zbojníci v době Juraje Jánošíka, čerti, kteří chtěli mlít na kamenných mlýnech neposlušné lidstvo a nebo se zde slétaly čarodějnice.

## Další informace
Skály jsou využívány i jako cvičné horolezecké skály. Místo je celoročně přístupné po neznačené lesní stezce.

## Galerie

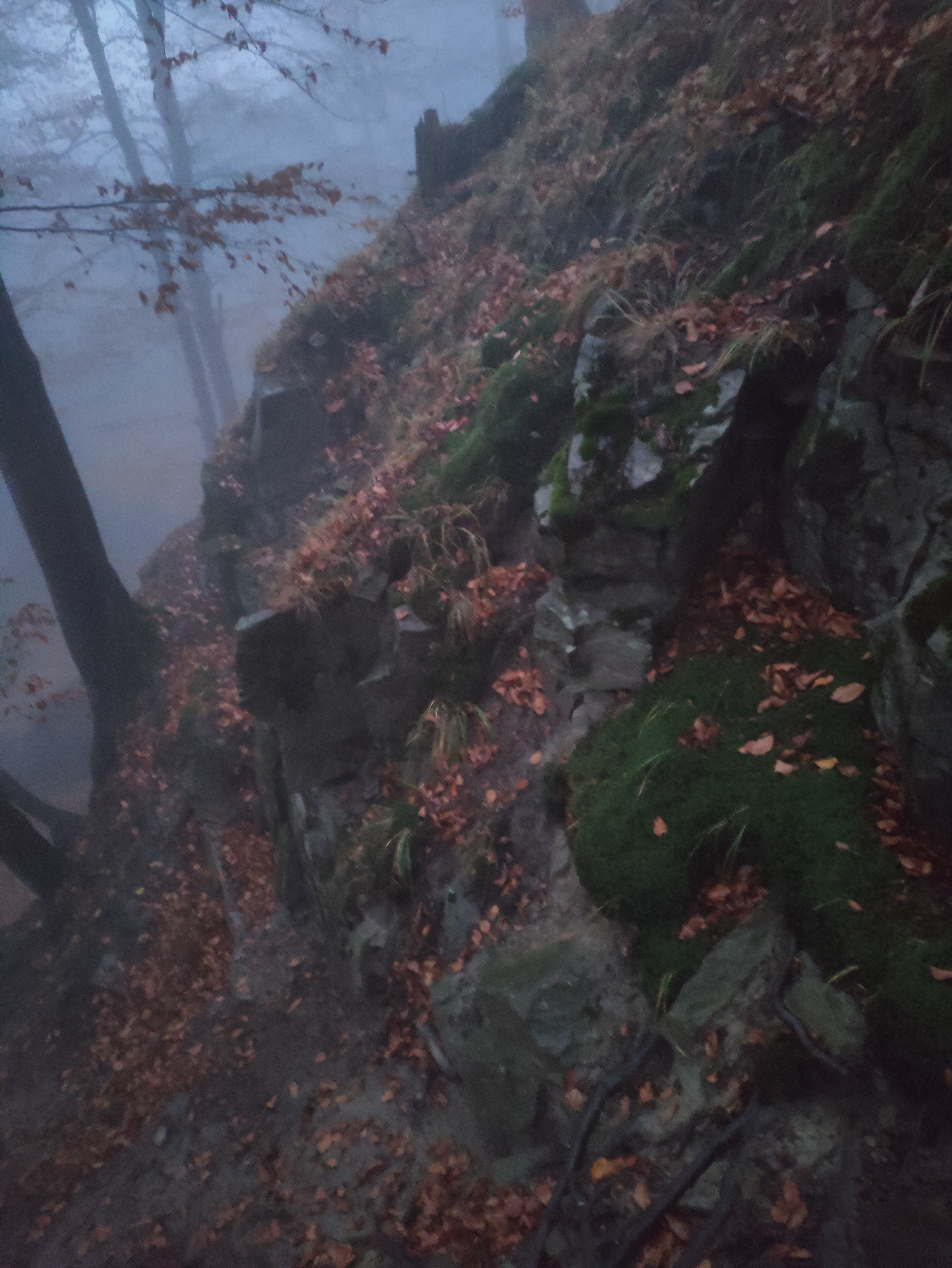
Časné podzimní ráno pod Čertovými mlýny
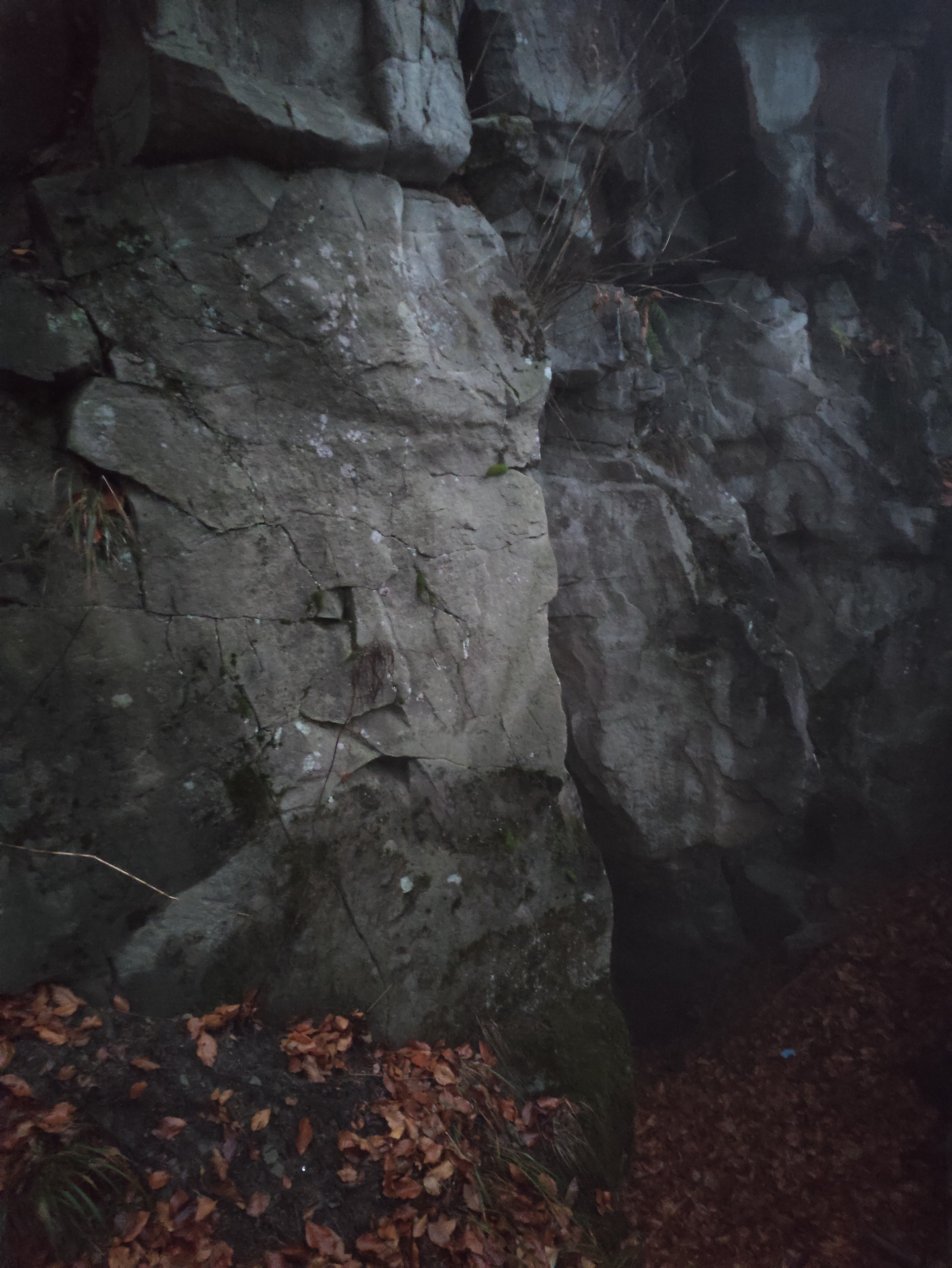
Časné podzimní ráno pod Čertovými mlýny
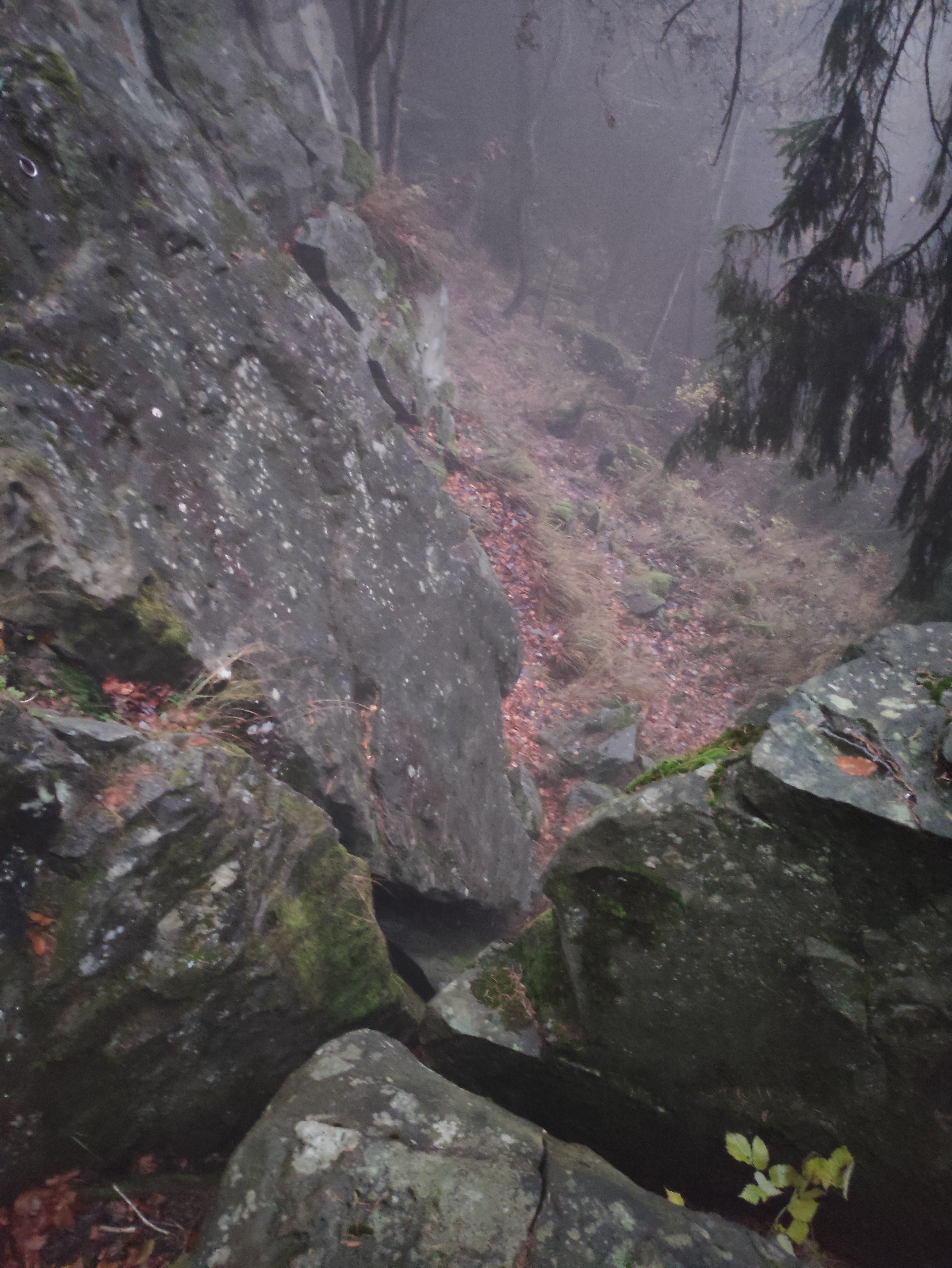
Časné podzimní ráno pod Čertovými mlýny